# 278200 Olegpopov
278200 Olegpopov è un asteroide della fascia principale. Scoperto nel 2007, presenta un'orbita caratterizzata da un semiasse maggiore pari a 3,0325578 UA e da un'eccentricità di 0,1359262, inclinata di 4,74374° rispetto all'eclittica.